# Ніклаус Шуртенбергер
Ніклаус Шуртенбергер (нім. Niklaus Schurtenberger, нар. 7 лютого 1968) — швейцарський вершник, олімпійський медаліст.

## Виступи на Олімпіадах
| Олімпіада  | Дисципліна       | Місце |
| ---------- | ---------------- | ----- |
| Пекін 2008 | конкур, особисті | 23T   |
| Пекін 2008 | конкур, командні | 3     |